# Santos Escobar
Jorge Luis Alcantar Bolly (Acapulco, 30 de abril de 1984), é um lutador de luta livre profissional mexicano. Ele atualmente trabalha para a WWE, na marca SmackDown sob o nome de ringue Santos Escobar e é o líder do grupo Legado Del Fantasma. Escobar também foi membro do Latino World Order (LWO) e é um ex-campeão do Campeonato de Pesos-Médios do NXT, tendo conquistado o título uma vez.
Antes de sua carreira na WWE, Alcantar trabalhou como El Hijo del Fantasma na Lucha Libre AAA Worldwide (AAA) de 2013 a 2019. Na AAA, ele conquistou diversos títulos, incluindo o AAA Fusión Championship, o AAA Latin American Championship, a Copa Antonio Peña de 2017, e foi o detentor do AAA World Cruiserweight Championship por um período recorde, sendo o campeão de maior duração na história dessa divisão. Além de seu tempo na AAA, Alcantar também trabalhou no Consejo Mundial de Lucha Libre (CMLL) de 2008 a 2013. Durante seu período no CMLL, ele conquistou o CMLL World Middleweight Championship e o CMLL World Trios Championship por duas vezes, em parceria com Héctor Garza e La Máscara.
Alcantar também trabalhou sob o nome de ringue King Cuerno na promoção Lucha Underground, situada nos Estados Unidos, de 2014 a 2019. Além disso, através das parcerias promocionais da AAA, Alcantar participou de vários shows da Impact Wrestling, enquanto ainda estava sob contrato com a AAA. Seu pai é o lutador El Fantasma, que é o chefe da Comissão de Boxe e Luta Profissional da Cidade do México. Seu primo luta sob o nome de "Fantasma Jr.", enquanto seu tio trabalhou sob o nome de "Ángel de la Muerte".

## Carreira na luta livre profissional

### Início de carreira (2000–2008)
Alcantar iniciou sua carreira no wrestling profissional em 2000, adotando o personagem mascarado "Top Secret". Durante seu tempo como Top Secret, ele usava uma máscara preta com detalhes dourados ao redor das aberturas dos olhos. Em 2003, Alcantar fez uma mudança significativa em sua carreira ao adotar uma nova máscara e nome, tornando-se "El Hijo del Fantasma" (em português: "O Filho de El Fantasma"). Com essa mudança, ele revelou ao público de luta livre que era filho de El Fantasma, uma figura proeminente no wrestling mexicano. Após a mudança de nome, ele passou a usar uma máscara que se assemelhava à do personagem de quadrinhos The Phantom, assim como seu pai havia feito antes dele.
A primeira luta documentada de Alcantar como El Hijo del Fantasma aconteceu em 14 de dezembro de 2003, durante um show da International Wrestling Revolution Group (IWRG). Nessa luta, ele fez equipe com seu pai, El Fantasma, e seu primo, que adotou o nome de ringue "Fantasma Jr.". Juntos, eles derrotaram o time dos Los Oficiales (Guardia, Oficial e Vanguardia).

### WWE

#### Campeão dos Pesos-Médios (2019–2021)
Em 14 de agosto de 2019, Alcantar assinou um contrato com a WWE. Durante uma das primeiras semanas enquanto treinava no WWE Performance Center, Alcantar sofreu uma lesão no joelho que o impediu de lutar por vários meses. Ele fez sua estreia nos ringues com seu nome real no NXT em 15 de fevereiro de 2020, fazendo equipe com Raul Mendoza para derrotar Lewis Howley e Sam Stoker em um show em Fort Pierce, Flórida. Em 12 de abril de 2020, Alcantar foi anunciado como participante do torneio interino pelo Campeonato dos Pesos Médios sob o nome de El Hijo del Fantasma, representando o Grupo B no torneio. Ele perdeu para Isaiah "Swerve" Scott, mas venceu Jack Gallagher e Akira Tozawa, o que lhe garantiu vaga na final.
Na final, Fantasma derrotou Drake Maverick para se tornar o campeão dos pesos-médios pela primeira vez, além de conquistar seu primeiro título na WWE. Na semana seguinte, Fantasma fez uma aliança com os homens mascarados, que o haviam atacado anteriormente durante o torneio e que se revelaram como Raul Mendoza e Joaquin Wilde. O grupo (mais tarde nomeado Legado Del Fantasma) atacou Maverick, levando Fantasma a se desmascarar e adotar o novo nome de ringue Santos Escobar, estabelecendo-se como vilão no processo. Escobar então começou uma rivalidade com Isaiah "Swerve" Scott, enfrentando-o no episódio de 26 de agosto do NXT e no NXT TakeOver 31, defendendo o título em ambas as ocasiões. No NXT: Halloween Havoc, Escobar derrotou Jake Atlas em uma luta sem o título em disputa. No NXT: New Years Evil, Escobar derrotou Gran Metalik para manter seu título dos Pesos-Médios. Escobar então enfrentou Curt Stallion no episódio de 3 de fevereiro do NXT pelo título, saindo vitorioso. Escobar entrou em uma breve rivalidade com Karrion Kross, que culminou no episódio de 24 de fevereiro do NXT em uma luta sem desqualificação, onde Escobar perdeu.
Em 10 de março, foi anunciado que Jordan Devlin, o campeão dos pesos-médios original, que não pôde defender seu título devido à pandemia de COVID-19, apareceria no NXT na semana seguinte para desafiar Santos Escobar, decidindo, assim, quem seria o campeão indiscutível dos pesos-médios. Isso culminou em 8 de abril, quando Escobar derrotou Devlin em uma luta de escadas no NXT TakeOver: Stand & Deliver.
No episódio do NXT de 13 de abril, Escobar fez um desafio aberto, onde perdeu seu título para Kushida, encerrando seu reinado de 321 dias. Escobar não conseguiu recuperar seu título de Kushida em uma luta melhor de três quedas no episódio de 11 de maio do NXT.

#### Legado Del Fantasma (2021–2022)
No verão de 2021, Escobar e os outros membros do Legado Del Fantasma começaram uma rivalidade com o campeão norte-americano do NXT, Bronson Reed, e os campeões de duplas do NXT, MSK. Isso levou a uma luta de trios com os títulos em jogo no NXT Takeover: In Your House, onde o Legado Del Fantasma não teve sucesso em conquistar os títulos. Pouco depois, Escobar iniciou uma rivalidade com o Hit Row e, no episódio de 24 de agosto do NXT, o Legado Del Fantasma derrotou o Hit Row em uma luta trios com a ajuda da estreante Elektra Lopez. No episódio de 12 de outubro do NXT 2.0, Escobar enfrentou Isaiah "Swerve" Scott pelo título Norte-Americano do NXT, mas foi derrotado. Após a luta, Carmelo Hayes usou sua oportunidade do Torneio NXT Breakout e conquistou o título Norte-Americano de Scott. No início de 2022, Escobar começou uma rivalidade com o campeão do NXT, Bron Breakker, desafiando-o sem sucesso pelo título do NXT no Vengeance Day, apesar da interferência de Dolph Ziggler. No NXT Stand & Deliver, Escobar falhou em conquistar o Campeonato Norte-Americano em uma luta de escadas. Pouco depois do Stand & Deliver, o Legado Del Fantasma iniciou uma rivalidade com Tony D'Angelo, o autoproclamado "Don of NXT", e sua "família".
Após várias confrontos e sequestros, Escobar derrotou D'Angelo no episódio de 17 de maio do NXT. No entanto, no NXT In Your House, o Legado Del Fantasma perdeu para a D'Angelo Family (Tony D'Angelo, Stacks e Two Dimes), com a estipulação de que os perdedores teriam que se juntar à família do vencedor. Com o Legado se juntando à D'Angelo Family, eles passaram a se acompanhar durante as lutas, embora geralmente perdessem. No episódio de 21 de junho do NXT, Escobar custou a D'Angelo sua luta pelo título contra o campeão norte-americano do NXT, Carmelo Hayes. No NXT: The Great American Bash, foi revelado que Escobar estava hospitalizado, e os outros membros do Legado começaram a trabalhar com a D'Angelo Family. No episódio de 2 de agosto do NXT, Escobar retornou e custou a D'Angelo e Stacks sua luta pelo título contra The Creed Brothers, sinalizando que a aliança entre eles havia chegado ao fim. Na edição de 16 de agosto do NXT Heatwave, Escobar perdeu a luta Street Fight para D'Angelo, sendo banido do NXT.

#### Latino World Order (2022–2023)
No episódio de 7 de outubro do SmackDown, Escobar, juntamente com Wilde e Del Toro, se juntaram a Zelina Vega para atacar o Hit Row durante sua entrada, marcando a estreia do grupo no plantel principal. No episódio de 2 de dezembro do SmackDown, Escobar perdeu a final da SmackDown World Cup para Ricochet, em uma luta para determinar o desafiante número 1 ao Campeonato Intercontinental. Essa luta foi uma revanche da última vez em que se enfrentaram no Lucha Underground.
No Royal Rumble de 28 de janeiro de 2023, Escobar participou de sua primeira luta no Royal Rumble, entrando como o número 10, mas foi eliminado por Brock Lesnar. No episódio de 10 de fevereiro do SmackDown, Escobar competiu em uma luta four-way para determinar o desafiante número 1 ao Campeonato Intercontinental da WWE, mas a vitória foi de Madcap Moss. Após a luta, durante um conteúdo exclusivo fora do ar postado no canal do YouTube da WWE, Escobar se aproximou de Rey Mysterio, agradecendo-lhe por ser uma inspiração como lutador e presenteando-o com uma máscara sua. Mysterio, por sua vez, deu-lhe uma máscara em retorno, marcando o início de uma virada de face para Escobar. A partir disso, Escobar se envolveu na rivalidade entre Rey e seu filho, Dominik Mysterio, ajudando Rey em sua luta contra Dominik e The Judgment Day, o que consolidou sua transformação em face. No episódio de 3 de março do SmackDown, Escobar enfrentou Dominik em uma luta, mas foi derrotado após interferência de Rhea Ripley. Após a luta, Dominik rasgou a máscara que Rey havia dado a Escobar, selando ainda mais a virada para face de Escobar. No episódio de 31 de março do SmackDown, Rey reformou o Latino World Order e convidou o Legado Del Fantasma para se juntar ao grupo como um sinal de agradecimento por ajudarem-no em sua luta contra Dominik e The Judgment Day.
No episódio de SmackDown de 9 de junho, Escobar derrotou Mustafa Ali para se qualificar para a luta masculina no Money in the Bank. No evento Money in the Bank, tanto Escobar quanto sua companheira de grupo, Zelina Vega, não conseguiram vencer suas respectivas lutas pela maleta do Money in the Bank. Escobar e Rey Mysterio se enfrentaram na final do torneio para determinar o desafiante ao Campeonato dos Estados Unidos no episódio de 28 de julho do SmackDown, e Escobar estava programado para enfrentar Austin Theory pelo título dos Estados Unidos após Rey sofrer uma lesão durante a luta final do torneio. No episódio do SmackDown em 11 de agosto, Escobar foi atacado por Theory antes da luta começar. Devido à lesão de Escobar, o oficial da WWE, Adam Pearce, permitiu que Rey substituísse Escobar na luta pelo título, e Rey derrotou Theory para se tornar o novo campeão dos Estados Unidos.

#### Novo Legado Del Fantasma (2023–presente)
No Crown Jewel, Escobar custou a Rey Mysterio o Campeonato dos Estados Unidos depois de pegar um par de brass knuckles de um membro do entourage de Logan Paul e deixá-lo no ringue enquanto afastava o grupo de Paul. Paul então usou os brass knuckles em Rey para vencer a luta. No episódio do SmackDown em 10 de novembro, Escobar foi acusado por Carlito, que retornou à WWE no Fastlane como novo membro do LWO, de ter deixado os brass knuckles ao lado do ringue no Crown Jewel. Após a luta de Carlito contra Bobby Lashley, Escobar atacou Rey enquanto ele checava Carlito, virando vilão e deixando o LWO no processo. No episódio seguinte do SmackDown, Escobar entrou na arena com o tema do Legado Del Fantasma. Ele repreendeu Rey por não ter ficado ao seu lado, enquanto expulsava Vega, Wilde e Del Toro do Legado Del Fantasma. Foi anunciada uma luta entre Carlito e Escobar para o Survivor Series: WarGames. Um dia antes do evento, Escobar atacou Carlito no ringue e nos bastidores. Dragon Lee apareceu para salvar Carlito, e o gerente geral do SmackDown, Nick Aldis, permitiu que Lee enfrentasse Escobar como substituto de Carlito no Survivor Series: WarGames, onde Escobar venceu. No episódio do SmackDown em 1 de dezembro, Escobar derrotou Wilde e continuou o atacando após a luta, com Lee vindo para salvar Wilde. Foi então anunciado que Lee enfrentaria Escobar em um Torneio para determinar o desafiante número 1 ao Campeonato dos Estados Unidos na semana seguinte, com Escobar vencendo o combate. Nas semifinais, Escobar derrotou Bobby Lashley após a interferência de Los Lotharios (Humberto Carrillo e Angel Garza), com Escobar chamando o grupo de "Legado World Order". Escobar perdeu para Kevin Owens na final do SmackDown: New Year's Revolution em 5 de janeiro de 2024.
Duas semanas depois, o recém-reformado Legado Del Fantasma derrotou Carlito, Wilde e Del Toro em uma luta de trios. Na semana seguinte, Elektra Lopez se reuniu com Escobar e retornou ao Legado Del Fantasma. Escobar entrou na luta do Royal Rumble 2024 como o sétimo participante e foi eliminado por Carlito. Em 1º de março, Escobar enfrentou Carlito em uma luta individual, mas durante a luta, Carillo e Garza interferiram, fazendo com que o Rey Mysterio, que fez o seu retorno, distraísse Escobar e permitisse que Carlito vencesse. Em 22 de março, Escobar e Mysterio se enfrentaram em uma luta individual com a estipulação de que os membros do LWO e Legado Del Fantasma seriam banidos do lado de fora do ringue. Escobar venceu após interferência de "Dirty" Dominik Mysterio. Uma semana depois, Escobar agradeceu a Dominik por sua ajuda e formou uma aliança com ele. Rey então anunciou que enfrentaria tanto Dominik quanto Escobar em uma luta de duplas na WrestleMania XL, ao lado de Dragon Lee, o mais novo membro do LWO. Na semana seguinte, Escobar e o Legado Del Fantasma chegaram ao Raw na sede do Judgment Day, sem aviso prévio, graças a Dominik, e se encontraram com Andrade. No SmackDown, após Elektra Lopez vencer sua primeira luta contra Zelina Vega, Escobar e Dominik atacaram Rey e tentaram convencer Andrade, que estava com eles nas barricadas, a atacar Rey. No entanto, Andrade se virou contra Escobar e Dominik. Após Dragon Lee ser agredido, Andrade se tornou o novo parceiro de Rey para enfrentar Escobar e Dominik na WrestleMania XL. Na Noite 1 da WrestleMania XL, em 6 de abril, Santos Escobar se juntou a Dominik para enfrentar Rey e Andrade, mas a dupla perdeu após interferência de Lane Johnson e Jason Kelce.

## Filmes
El Hijo del Fantasma apareceu nos seguintes filmes:
- El Fantasma Vs La Maldición de la Pirámide ("The Phantom Vs The Curse of the Pyramid") (2007)[51]
- El Fantasma Vs La Aldea de los Zoombies ("The Phantom Vs The Village of the Zombies") (2007)[52]
- El Fantasma Vs El Secreto de la Urna Maldita ("The phantom vs the secret of the cursed urn") (2008)[53]

## Vida pessoal

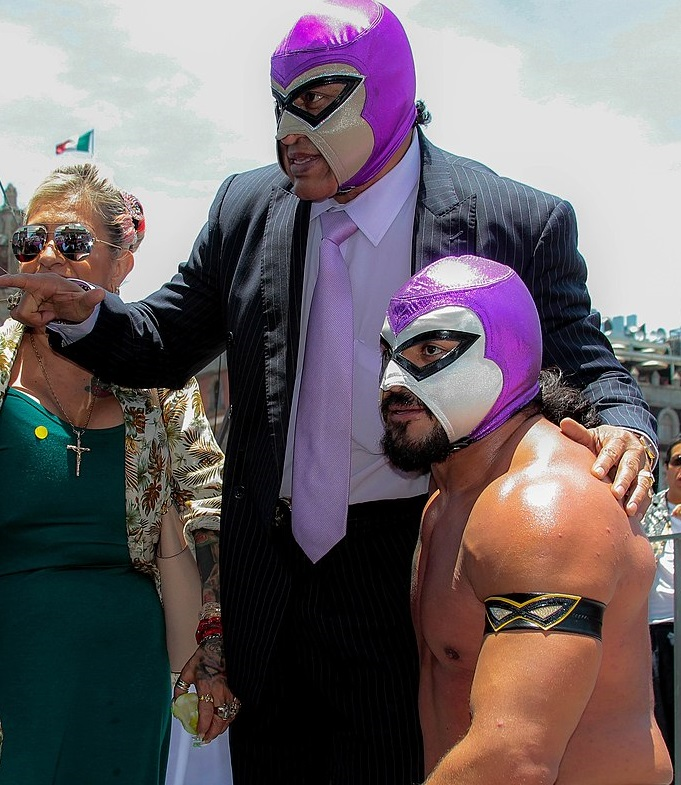
Alcantar e seu pai em um show em 2018.

Jorge Luis Alcantar Bolly nasceu em 30 de abril de 1984, na Cidade do México, México. Seu pai era um lutador profissional, conhecido como o enmascarado "El Fantasma". Seu tio também era lutador profissional, conhecido como Ángel de la Muerte (em português: "Anjo da Morte") e seu primo trabalhou sob os nomes Ángel de la Muerte Jr. e, mais tarde, Fantasma Jr. Em 2007, foi revelado que Alcantar era estudante da Universidade Anáhuac, onde estava cursando Relações Internacionais na época. Alcantar foi acompanhado por seu filho na luta da Triplemanía XXVI e foi visto no ringue depois, quando foi forçado a retirar sua máscara.

## Títulos e prêmios
- Consejo Mundial de Lucha Libre
  - CMLL World Trios Championship (2 vezes) – com Héctor Garza e La Mascara[56][57]
  - CMLL World Middleweight Championship (1 vez)[58]
  - Torneo Generación 75[4]
  - CMLL World Trios Championship Tournament (2008) – com Hector Garza e La Mascara[59]
  - Torneo de Trios (2008) – com El Gallo e Stuka Jr.[60]
  - Torneo de Parejas (2011) – com Jushin Thunder Liger[61]
  - CMLL Trio of the year: 2009 (com Héctor Garza e La Máscara)[62]
- Lucha Libre AAA Worldwide
  - AAA Fusión Championship (1 vez)[63]
  - AAA Latin American Championship (1 vez)[64]
  - AAA World Cruiserweight Championship (1 vez)[65]
  - Copa Antonio Peña (2017)[64]
  - Copa La Polar (2017)[66]
- Lucha Underground
  - Lucha Underground Gift of the Gods Championship (1 vez)[67]
- Pro Wrestling Illustrated
  - PWI o colocou na #63ª posição dos 500 melhores lutadores individuais em 2015[68]
- Toryumon Mexico
  - Yamaha Cup (2010) – com Angélico[69]
- WWE
  - Campeonato dos Pesos-Médios do NXT (1 vez)[70]
  - Torneio pelo interino Campeonato dos Pesos-Médios do NXT (2020)[71]
  - United States Championship Invitational (2023)

### Luchas de Apuestas
| Vencedor (aposta)                       | Perdedor (aposta)                  | Local                        | Evento                 | Data                   | Notas  |
| --------------------------------------- | ---------------------------------- | ---------------------------- | ---------------------- | ---------------------- | ------ |
| Hijo del Fantasma e El Gallo (máscaras) | Máscara Mágica e Malefico (cabelo) | Guadalajara, Jalisco, México | Evento ao vivo da CMLL | 28 de setembro de 2008 | [ 4 ]  |
| El Hijo del Fantasma (máscara)          | Texano Jr. (cabelo)                | Cidade do México, México     | Rey de Reyes           | 4 de abril de 2018     | [ 72 ] |
| L.A. Park (máscara)                     | El Hijo del Fantasma (máscara)     | Cidade do México, México     | Triplemanía XXVI       | 26 de agosto de 2018   | [ a ]  |

1. ↑  Esta foi uma luta four-way Poker de Ases em uma jaula de aço, que também envolveu Psycho Clown e Pentagón Jr.[2][1]